# Crossipalpus verticillatae
Crossipalpus verticillatae är en spindeldjursart som beskrevs av Smiley, Frost och Uri Gerson 1996. Crossipalpus verticillatae ingår i släktet Crossipalpus och familjen Tenuipalpidae. Inga underarter finns listade i Catalogue of Life.